# Hôtel Lambert
L'Hôtel Lambert /oˈtɛl lɑ̃ˈbɛʁ/ è un hôtel particulier sito in Quai d'Anjou sull'Île Saint-Louis a Parigi. Il nome Hôtel Lambert era un soprannome che indicava, nel XIX secolo, una fazione politica polacca in esilio, che aveva affittato il palazzo.

## Storia

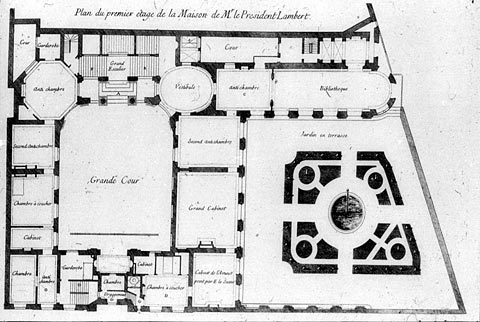
Pianta di Louis Le Vau del progetto dell'Hôtel Lambert

Il Palazzo sito nella punta dell'Isle Saint-Louis, nel cuore di Parigi, venne progettato dall'architetto Louis Le Vau, e costruito fra il 1640 ed il 1644, per il finanziere Jean-Baptiste Lambert (morto nel 1644) e poi terminato dal suo giovane fratello Nicolas Lambert, poi divenuto presidente della Chambre des Comptes.  Gli interni vennero decorati da Charles Le Brun, François Perrier e Eustache Le Sueur, che realizzarono uno dei più eleganti, innovativi e iconografici esempi di architettura della metà del XVII secolo realizzate in Francia in abitazioni private. I pittori lavorarono agli interni per almeno cinque anni, realizzando le allegorie nella grande Galerie d'Hercule (Le Brun ancora in situ) e il piccolo Cabinet des Muses, con cinque tele di Le Sueur che vennero acquistate per la collezione reale e sono ora esposte al Louvre. Altro elemento notevole il Cabinet de l'Amour, che nella configurazione originale rappresentava un'alcova per il sofà della padrona di casa nel quale venivano ricevuti i visitatori, secondo la moda dell'epoca. Questa venne eliminata intorno al 1703. L'insieme rappresentava scene amorose e di matrimonio, ma i dipinti sono andati perduti.

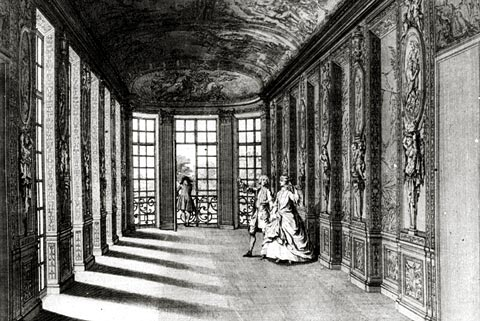
La Galerie d'Hercule decorata da Charles Le Brun, in un'incisione di Bernard Picart, ca 1713-18

Un ingresso si affaccia sulla corte centrale quadrata intorno alla quale l'hotel è stato costruito. Un'ala si estende a destra nella parte posteriore, abbracciando un giardino. Allo stesso tempo Louis Le Vau costruì una residenza per se stesso accanto al Hôtel Lambert. Egli vi visse tra il 1642 ed il 1650 e fu il luogo di nascita di tutti i suoi figli e il luogo della morte di sua madre. Dopo la morte dell'architetto nel 1670 la casa fu acquistata dalla famiglia La Haye, che possedeva l'edificio principale. Entrambi gli edifici sono stati poi uniti e le loro facciate vennero unite.
Negli anni 1740, la marchesa du Châtelet e Voltaire, suo amante, usarono l'Hôtel Lambert come loro residenza parigina quando non erano nella casa di campagna di Cirey. La marchesa era famosa per il suo salotto che vi teneva. Successivamente la marchesa vendette il Lambert a Claude Dupin ed a sua moglie Louise-Marie Dupin, che continuarono la tradizione del salotto. I Dupin furono degli antenati della scrittrice George Sand, che a seguito del suo rapporto con il compositore polacco Fryderyk Chopin è stata anche un'ospite frequente dei proprietari polacchi della casa.

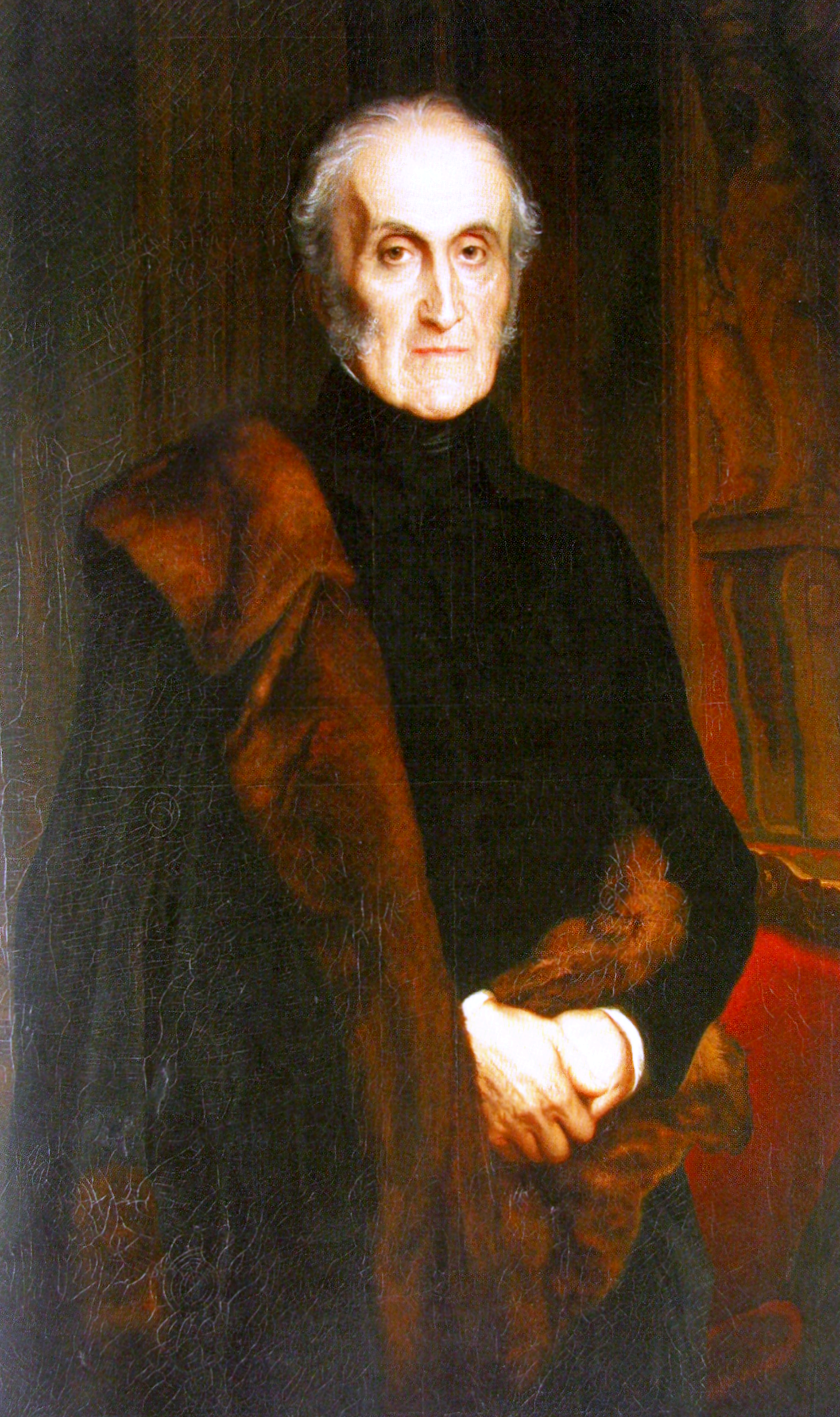
Il principe Adam Jerzy Czartoryski

## Il salotto politico
Nel 1843 il palazzo venne acquistato dal principe Adam Jerzy Czartoryski, rappresentante di una potente famiglia polacca. Due dei suoi membri, Konstanty Adam Czartoryski e Adam Jerzy Czartoryski sono stati i leader della fazione liberal-aristocratica della Grande Emigrazione, che è nata dopo il crollo della Rivolta di Novembre 1830-1831 in Polonia. Il gruppo politico si formò attorno a questi ultimi e la loro dimora sontuosa diede il nome alla fazione.
Le convinzioni politiche della fazione dell'Hotel Lambert derivavano dalla Costituzione del 3 maggio supportata dai suoi membri. L'Hotel Lambert ha svolto un ruolo importante nel mantenere viva la "questione polacca" nella politica europea, promuovendo la causa polacca. Esso è servito anche come un porto sicuro per gli emigrati polacchi e realisti, esiliati dal loro paese dopo la rivolta fallita contro la Russia. Tra i politici di rilievo che parteciparono ad attività all'Hotel Lambert vi furono Władysław Czartoryski, Józef Bem, Henryk Dembiński, Karol Kniaziewicz, Julian Ursyn Niemcewicz, Władysław Stanisław Zamoyski e Władysław Ostrowski. L'attivista Leon Kaplinski fu a sua volta uno dei frequentatori.

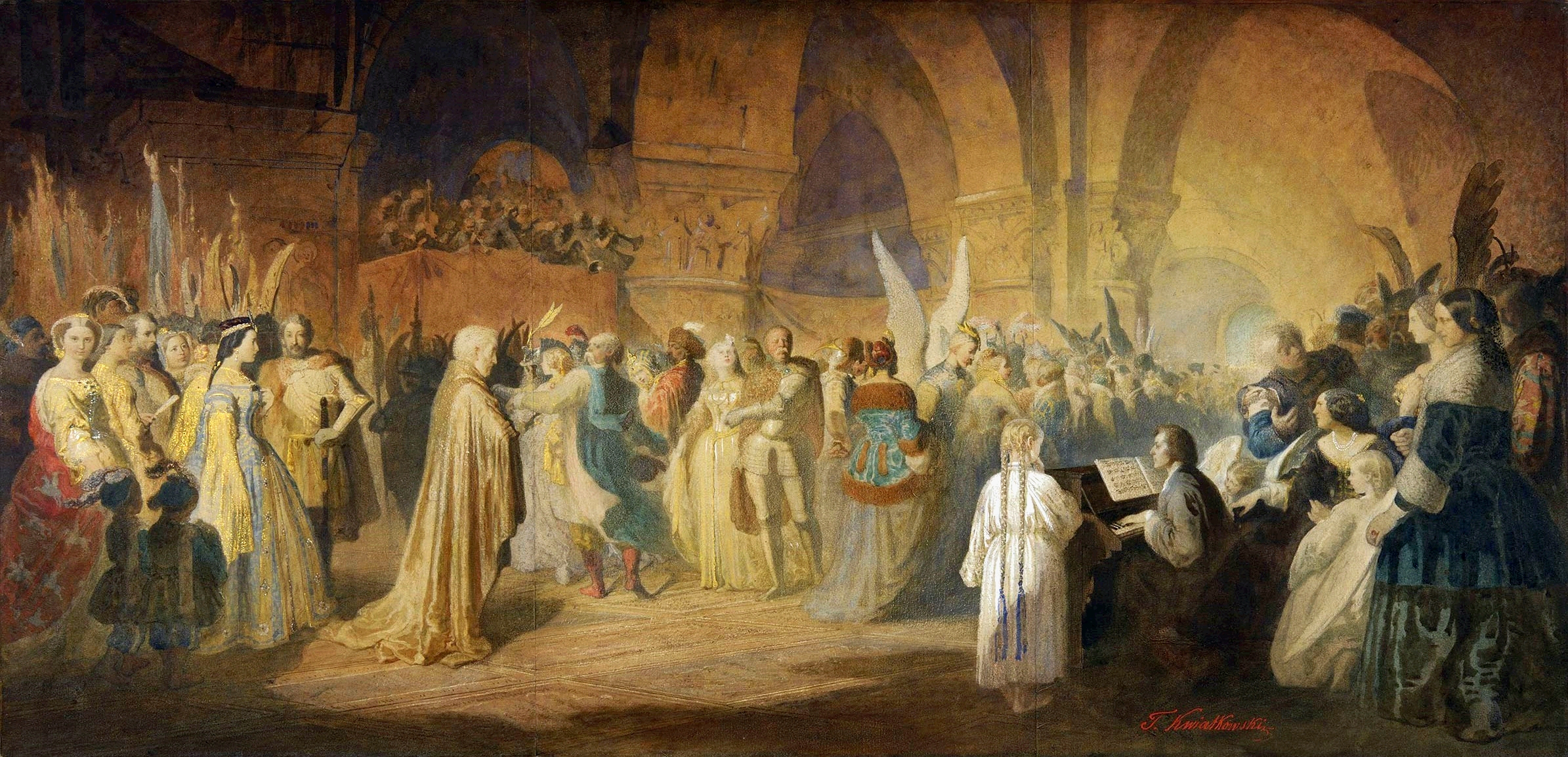
Polacca di "Chopin - un ballo all'Hôtel Lambert a Parigi", affresco e guazzo, 1849-1860, dipinto da Teofil Kwiatkowski, National Museum in Poznań

Inizialmente fu in think-tank politico e un club di discussione, ma con il tempo la fazione politica iniziò a lavorare sulla tutela e la promozione della cultura polacca. Venne creata una biblioteca in lingua polacca in un immobile adiacente al palazzo, oltre ad una società storica, due scuole per l'insegnamento della lingua polacca (una per ragazze ed una per ragazzi) e diverse altre organizzazioni di rilievo sociale e culturale. Con il tempo, divenne uno dei centri più importanti della cultura polacca nel mondo, soprattutto dopo la Rivolta di gennaio, quando la lingua e la cultura polacca vennero pesantemente perseguitate nella stessa Polonia.
Tra gli ospiti di rilievo dei proprietari dell'Hôtel Lambert vi furono alcuni dei più conosciuti artisti e uomini politici dell'epoca, tra cui Fryderyk Chopin, Zygmunt Krasiński, Alphonse de Lamartine, George Sand, Honoré de Balzac, Hector Berlioz, Franz Liszt, Eugène Delacroix e Adam Mickiewicz.
La biblioteca polacca fondata all'Hôtel Lambert esiste ancora oggi, anche se è stata trasferita altrove dopo la seconda guerra mondiale.

## XX e XXI secolo
L'Hôtel Lambert è stato discretamente suddiviso in più appartamenti di lusso; è stata la casa dell'attrice Michèle Morgan e di Mona von Bismarck oltre che di Alexis de Rede che affittò il piano terra dal 1949 fino alla sua morte nel 2004; vi intrattenne la sua amante Arturo Lopez-Willshaw, che aveva continuato a mantenere una residenza formale con la moglie, Patricia, a Neuilly: i suoi pranzi furono al centro de le tout Paris. Nel 1956, al Bal des Têtes di Alexis de Rede, un giovane Yves Saint-Laurent fornì molte delle acconciature, ricevendo un impulso alla sua carriera.
La famiglia Czartoryski vendette l'Hôtel Lambert nel 1975 al barone Guy de Rothschild, e alla moglie, Marie-Hélène de Rothschild che era stata amica di de Rede, i quali lo usavano come loro residenza a Parigi. 
Nel settembre 2007, il principe Abdullah bin Khalifa al-Thani del Qatar ha acquistato l'Hôtel dai Rothschild pagando circa 80 milioni di euro ($ 111m). Il piano del principe, tendente ad una modernizzazione complessiva dell'edificio, ha scatenato polemiche ed è stato oggetto di azione legale. Il progetto, secondo quanto riferito, prevedeva di installare ascensori, un parcheggio sotterraneo e una serie di misure di sicurezza, tra cui degli scavi sotto il giardino e l'innalzamento di 80 cm. del muro del XVII secolo che circonda il giardino. L'ex inquilino Morgan ha criticato i piani in una recente intervista,  suggerendo che i super-ricchi che vogliono una residenza di lusso e moderna su misura dovrebbero prendere in considerazione un sito più grande alla periferia di Parigi, invece di una posizione angusta ai lati della Senna. Tuttavia, Alain-Charles Perrot, l'architetto incaricato del progetto, suggerisce che vi è un elemento di razzismo nell'opposizione al progetto. 
Nel 1934, un altro palazzo di Le Vau, l'Hotel de Hesselin, risalente al 1642, fu demolito dalla sua ricca proprietaria, Helena Rubinstein e sostituito con un palazzo di lusso.
Nella notte fra il 9 e il 10 luglio 2013, un violento incendio s'è sviluppato all'ultimo piano dell'edificio, distruggendo completamente, in particolare, il cabinet des bains dipinto da Le Sueur.
Nel febbraio 2022 il palazzo è stato acquistato per circa 200 milioni di Euro dall'imprenditore Xavier Niel, rendendolo di fatto il palazzo privato più costoso di Parigi; l'intenzione sarebbe di destinarlo come sede di una fondazione culturale.